# Семінарський храм Святих Петра і Павла (Дніпро)
Семінарський храм Святи́х Петра́ і Па́вла — храм Дніпровської духовної семінарії Православної церкви України, колишній кафедральний храм Дніпропетровської єпархії Української Православної церкви Київського патріархату в м. Дніпро. Настоятель — митрополит Дніпровський і Криворізький Симеон (Зінкевич).

## Історія
1910 року було збудовано та відкрито перший катеринославський сінематограф (кінотеатр) «Вулкан». 1936 року будівлю реконструюють, кінотеатр отримує нову назву — ім. Г. І. Петровського. Після розпаду Радянського Союзу кінотеатр припиняє роботу, будівля приходить у занепад.
У цей же час в Україні відроджується рух за автокефалію православної церкви. 1992 року утворюється Українська Православна Церква Київського Патріархату. У другій половині 90-х років місцева влада передає вірянам Київського патріархату колишній кінотеатр в оренду. 12 липня 1998 року у храмі відбувається перше Богослужіння. Через те, що цього дня згадуються святі первоверховні апостоли Петро і Павло, храм було вирішено назвати Петро-Павлівським. Зусиллями тоді ще архиєпископа Дніпропетровського і Криворізького, Богородського та Московського (нині митрополита Богородського) Адріана (Старини) будівлю почали реставрувати, вона ставала поступово схожою на храм. Петро-Павлівський кафедральний храм став другим храмом у м. Дніпропетровськ (після Свято-Духівського).
Наприкінці 2009 року митрополита Адріана (Старину) було призначено керуючим новоутвореної Криворізької єпархії, кафедральний собор святих Петра і Павла як виняток залишили за ним.
3 травня 2011 року рішенням Священного Синоду Української православної церкви Київського патріархату митрополита Адріана (Старину) було відсторонено від керування Криворізькою єпархією. Кафедральний собор увійшов до складу Дніпропетровської єпархії.
5 грудня 2012 року практично одноголосним рішенням Дніпропетровської міської ради кафедральний собор святих Петра і Павла передано у власність Дніпропетровської єпархії УПЦ КП.

## Сьогодення
Кафедральний собор Петра і Павла — один з найбільших та найгарніших у єпархії. Відбудовували його як коштом Владики Адріана та парафіян, так і коштом української діаспори. На території собору збудовано двоповерхову недільну школу, духовне церковно-хорове училище, актову залу і трапезну, бібліотеку, гуртожиток.
Сьогодні благочинним храму є протоієрей Сергій Нарольський.